# Orlan-10
O Orlan-10 (em russo: Орлан-10) é um veículo aéreo não tripulado (VANT) de reconhecimento desenvolvido pelo Centro de Tecnologia Especial (CTE) de São Petersburgo para as Forças Armadas da Rússia. O Orlan-10 apresenta uma fuselagem composta que reduz a sua assinatura de radar.
O Orlan geralmente é implantado em grupos de dois ou três. O primeiro é usado para reconhecimento a uma altura de mil  a 1,5 mil metros (3,3 mil a 4,9 mil pés), o segundo para guerra eletrônica e o terceiro como um relé de dados. Um sistema pode incluir até cinco drones.
Em 2020, foi introduzida uma versão maior, nomeada Orlan-30, com a opção de um designador a laser para aumentar a eficácia de outras armas de precisão.

## Produção

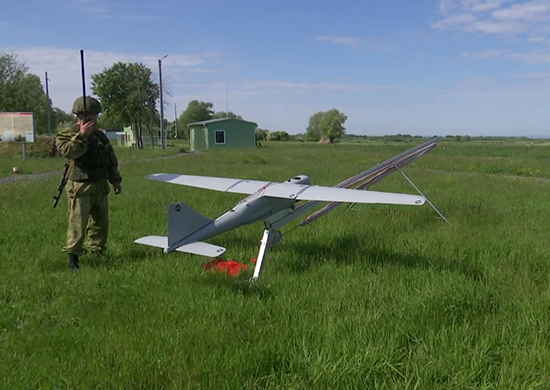
Um Orlan-10 em sua catapulta de lançamento.

Até 2018, mais de mil Orlan-10 foram produzidos em 11 variações diferentes. Em agosto de 2022, foram encomendados mais Orlan-10 e Orlan-30. O preço de um sistema completo (incluindo 2 drones, um complexo de lançamento portátil, uma estação de controle e peças sobressalentes) foi relatado como 5 milhões de rublos (cerca de US$150.000) em 2013.
Em 2021, mais de 50 drones Orlan foram entregues para exportação para aliados da Rússia.[16] Eles foram usados em conflitos na Ucrânia, Síria, Líbia e no Alto Carabaque.
Em 2023, relatórios indicaram que componentes fabricados na Irlanda e microchips da STMicroelectronics foram encontrados em drones Orlan, apesar das sanções impostas à Rússia. Em 3 de janeiro de 2023, a CBS News informou que os Orlan-10 abatidos nos últimos 4 meses continham microchips fabricados nos EUA e na Suíça (Maxim, Microchip e U-Blok) usados por sua capacidade de se conectar ao sistema de posicionamento GLONASS para navegação. Esses chips também podem acessar os sistemas GPS e Galileo, contribuindo para redundância e aumentando a precisão no voo e no direcionamento de alvos.
Em julho de 2023, o Ministro da Defesa russo, Serguei Choigu, declarou que o fornecimento de drones Orlan-10 e Orlan-30 havia aumentado 53 vezes desde o início de 2022.

### Orlan-30
Em 2020, foi introduzida uma versão maior do Orlan-10, designada Orlan-30, com uma opção de designador a laser para aumentar a eficácia de outras armas de precisão, após testes realizados em 2019.

## Especificações
O Orlan-10, embora não seja sofisticado, é barato e simples de operar. Ele voa em altitudes que o tornam pouco vulnerável aos sistemas de defesa aérea de curto alcance, mas também é muito econômico para justificar o uso de defesas de longo alcance caras. Ele oferece uma visão suficiente do campo de batalha para identificar possíveis alvos.

### Características gerais
- Capacidade: 6 kg de carga útil
- Peso máximo de decolagem (MTOW): 15 kg
- Método de lançamento: Plataforma de catapulta dobrável
- Método de pouso: Recuperação por paraquedas
- Velocidade máxima do vento no lançamento: 10 m/s
- Faixa de temperatura operacional: -30 a +40 °C
- Motor: 1 × Motor de combustão interna de quatro tempos FA-62B, de 0,71 kW (0,95 hp)

### Desempenho
- Velocidade máxima: 150 km/h (93 mph, 81 kn)
- Alcance de combate: 110 km (68 mi, 59 nmi)
- Alcance de traslado: 600 km (370 mi, 320 nmi)
- Autonomia: 16 horas
- Teto operacional: 5 mil m (16.000 ft)

### Aviônica
- Imagem óptica: Câmera digital SLR Canon EOS 750D/EOS 800D[18][19] com lente EF 85mm f/1.8 USM[20]
- Imagem térmica: Câmera de infravermelho Lynred PICO640gen2 TM2005016-F19[20][21][22]